# Fuglau
Fuglau ist ein Ort und eine Katastralgemeinde der Gemeinde Altenburg im Bezirk Horn in Niederösterreich.

## Geografie
Der Ort liegt am südwestlichen Rand des Horner Beckens. Die Seehöhe in der Ortsmitte beträgt 450 Meter. Die Fläche der Katastralgemeinde umfasst 6,53 km². Die Einwohnerzahl beläuft sich auf 108 Einwohner (Stand: 1. Jänner 2025).
Fuglau hat die Postleitzahl 3591.

## Bevölkerungsentwicklung
| Jahr      | 1830 | 1869 | 1951 | 1961 | 1971 | 1991 | 2001 | 2024 |
| --------- | ---- | ---- | ---- | ---- | ---- | ---- | ---- | ---- |
| Einwohner | 271  | 295  | 217  | 172  | 169  | 124  | 130  | 102  |

## Geschichte
Fuglau wird erstmals in der Stiftungsurkunde des Stiftes Altenburg (Krems, 25. Juli 1144) urkundlich erwähnt. In einer lateinischen Urkunde des Stiftes Altenburg aus der Zeit um 1220 wird ein Udalricus de Uugla (Fuglau) als Zeuge genannt. Wohl im 13. Jahrhundert wurde auf einer Anhöhe oberhalb des Ortes eine Wehrkirche errichtet, die um 1430 von den Hussiten zerstört wurde. In der Neuzeit hatte das Stift Altenburg die Ortsobrigkeit inne.
In seiner Topografie aus dem Jahr 1839 gibt F. X. Joseph Schweikhardt für Fuglau 46 Häuser an, in denen 58 Familien (137 männlich, 143 weiblich) und 18 Schulkinder wohnen. Zum Viehbestand berichtet er: vier Pferde, 76 Ochsen, 63 Kühe, zehn Ziegen, 141 Schafe und 50 Schweine.
Laut Adressbuch von Österreich waren im Jahr 1938 in der Ortsgemeinde Fuglau zwei Gastwirte, zwei Gemischtwarenhändler, ein Schmied, ein Schneider und eine Schneiderin, ein Schuster, zwei Tischler, ein Viehhändler und mehrere Landwirte ansässig. 1938 wurde Fuglau nach Altenburg eingemeindet, ab 1945 war der Ort wieder eine selbstständige Gemeinde. Im Zuge der Gemeindezusammenlegungen wurde der Ort zum 1. Januar 1970 ein Ortsteil der neu gebildeten Großgemeinde Altenburg.

## Kultur und Sehenswürdigkeiten
Filialkirche St. Nikolaus
Der im 13. Jahrhundert als Wehrkirche errichtete Bau wurde um 1430 von den Hussiten zerstört. Um 1680 erfolgte ein barocker Neubau des Kirchenschiffes, dem 1750 ein Turm folgte, der um 1860 neogotisiert wurde.

## Wirtschaft und Infrastruktur

### Verkehr
Fuglau liegt an der Böhmerwald Straße (B38) und an der Landesstraße 4088. Das Linienbusunternehmen PostBus fährt in Fuglau die Haltestelle Fuglau Gh Eisenhauer der Linie 1923 (Horn – Rastenfeld) an. Die nächstgelegenen Bahnhöfe der ÖBB sind Horn NÖ und Rosenburg an der Kamptalbahn.
Am nördlichen Ortsrand von Fuglau befindet sich mit dem Nordring (ursprünglich Muckgrubenring und Britaxring) eine Automobil-Rennstrecke, auf der seit Mitte der 1970er nationale und internationale Rallycross- und Autocross-Rennen ausgetragen werden, darunter bereits viele FIA-Europameisterschaftsläufe. 
Seit Beginn Mai 2023 gibt es auch eine Reitschule in Fuglau.